# Seznam sumerskih kraljev
Seznam sumerskih kraljev je starodavni rokopis, v izvirniku napisan v sumerskem klinopisu, ki vsebuje seznam sumerskih kraljev iz sumerskih in drugih dinastij ter domneven čas in mesto njihovega vladanja.  Na kraljevsko dostojanstvo se je gledalo kot na voljo bogov in se je lahko prenašalo iz mesta v mesto, kar kaže na dominacijo nekaterih družbenih razredov nad drugimi. Dokument se je že v bronasti dobi razvil v politično orodje. Njegova dokončna in poenotena različica, datirana v srednjo bronasto dobo, je bila namenjena legitimiranju zahtev Isina, ki je med egipčansko upravo v času Novega kraljestva z Larso in drugimi sosednjimi mestnimi državicami tekmoval za prevlado v južni Mezopotamiji.

## Vsebina
Seznam je mešanica prazgodovinskih, predvidoma mitoloških preddinastičnih vladarjev, ki so vladali nenavadno dolgo, in kasnejših, bolj verodostojnih zgodovinskh dinastij. Četudi prvi kralji zgodovinsko niso dokazani, to ne izključuje njihove morebitne povezave z zgodovinskimi vladarji, ki so bili kasneje mitificirani. Nekateri asirologi na preddinastične kralje gledajo kot na kasnejše izmišljotine. Med vsemi znanimi vladarji je bila samo ena ženska: Kug-Bau iz Tretje kiške dinastije. Najzgodnejši vladar, katerega zgodovinskost je arheološko potrjena, je bil Enmebaragesi Kiški, ki je vladal okoli leta 2600 pr. n. št.. Omemba njega in njegovega naslednika Aga Kiškega v Epu o Gilgamešu je privedla do špekulacij, da bi lahko bil Gilgameš zgodovinski kralj Uruka. Na seznamu manjkajo tri dinastije: dinastija iz Larse, ki je v isinsko-larškem obdobju tekmovala za oblast z dinastijo iz Isina, in dve dinastiji iz Lagaša, ki sta vladali pred oziroma po Akadskem kraljestvu, ko je imel Lagaš velik vpliv v regiji. Lagaš je dobro znan lasti zaradi arheoloških artefaktov iz obdobja okoli leta 2500 pr. n. št.. Seznam je pomemben dokumet za kronologijo  3. tisočletja pr. n. št.. Zaradi dejstva, da je v regiji istočasno vladalo več dinastij v različnih prestolnicah, natančna linearna kronologija ni mogoča.

## Seznam
Zgodnji  datumi so približni in temeljijo na razpoložljivih arheoloških podatkih. Za večino predakadskih vladarjev je Seznam edini vir podatkov. Od Lugalzagezija iz Tretje uruške dinastije dalje postane ujemanje vladarjev s kronologijo  starodavnega Bližnjega vzhoda bolj skladno. V Seznamu se uporablja tako imenovana kratka kronologija.

### Predpotopni vladarji
Noben od naštetih preddinastičnih predpotopnih vladarjev ni dokazana zgodovinska osebnost, ki bi jo potrjevale arheološke najdbe, epigrafski napisi ali kakšni drugi dokazi. Mogoče je, da spadajo v  džemdet nasrsko obdobje v zgodnji bronasti dobi, ki se je končalo okoli leta 2900 pr. n. št. neposredno pred dinastičnim obdobjem. Mogoče je tudi, da so povsem izmišljeni.
Dolžine vladavin predpotopnih vladarjev so izražene v sumerskih številskih enotah, znanih kot šar (šar2 = 3600),  gešu (600), geš2 (60), u (10) in diš (1). Število 253, na primer, se je zapisalo s 4(geš2) 1(u) 3(diš), se pravi  240 + 10 + 3.
| Vladar | Epiteta | Dolžina of vladanja              | Približni datumi                    | Komentar |
| --- | ------- | -------------------------------- | ----------------------------------- | -------- |
| "Ko se je kraljevanje spustilo z nebes na zemljo, je nastalo kraljesto v Eridugu. V njem je kralj postal Alulim, ki je vladal 28800 let." |         |                                  |                                     |          |
| Alulim |         | 8 šarov (28800 let)              | med 35. in 30. stoletjem pr. n. št. |          |
| Alalngar |         | 10 šarov (36000 let)             |                                     |          |
| "Potem je Eridug padel in kraljevanje je prešlo v Bad-Tibiro." |         |                                  |                                     |          |
| En-men-lu-ana |         | 12 šarov (43200 let)             |                                     |          |
| En-men-gal-ana |         | 8 šarov (28800 let)              |                                     |          |
| Dumuzid Pastir | pastir  | 10 šarov (36000 let)             |                                     |          |
| "Potem je Bad-tibira padla in kraljevanje je prevzel Larag." |         |                                  |                                     |          |
| En-sipad-zid-ana |         | 8 šarov (28800 let)              |                                     |          |
| "Potem je Larag padel in kraljevanje je prešlo v Zimbir." |         |                                  |                                     |          |
| En-men-dur-ana |         | 5 šarov in 5 gešujev (21000 let) |                                     |          |
| "Potem je Zimbir padel in kraljevanje je prešlo v Šurupak." |         |                                  |                                     |          |
| Ubara-Tutu |         | 5 šarov in 1 gešu (18600 let)    |                                     |          |
| "Potem je deželo preplavil vesoljni potop." Izkopavanja v Iraku so odkrila dokaze lokalnih poplav v Šurupaku (sedanji Tell Fara, Irak) in več drugih sumerskih mestih. Skladi rečnih sedimentov, z radiokarbonsko metodo datirani v obdobje okoli leta 2900 pr. n. št., prekinjajo kontinuiteto naselitve vse do Kiša na severu. Neposredno pod šurupaškim poplavnim stratumom so odkrili večbarvno keramiko iz džemdet-nasrskega obdobja (3000-2900 pr. n. št.). |         |                                  |                                     |          |

### Prva kiška dinastija
| Vladar | Epiteta                                                | Dolžina vladanja | Približni datumi      | Komentar                                                                                     |
| --- | ------------------------------------------------------ | ---------------- | --------------------- | -------------------------------------------------------------------------------------------- |
| "Ko je povodenj minila in se je kraljestvo (ponovno) spustilo z nebes na zemljo, je nastalo kraljestvo v Kišu." |                                                        |                  |                       |                                                                                              |
| Gušur |                                                        | 1200 let         | zgodovinsko negotov   | imena pred Etano se ne pojavljajo v nobenem drugem viru; njihov obstoj ni arheološko dokazan |
| Kulasina-bel |                                                        | 960 let          |                       |                                                                                              |
| Nangišlišma |                                                        | 670 let          |                       |                                                                                              |
| En-tarah-ana |                                                        | 420 let          |                       |                                                                                              |
| Babum |                                                        | 300 let          |                       |                                                                                              |
| Puanum |                                                        | 840 let          |                       |                                                                                              |
| Kalibum |                                                        | 960 let          |                       |                                                                                              |
| Kalumum |                                                        | 840 let          |                       |                                                                                              |
| Zukakip |                                                        | 900 let          |                       |                                                                                              |
| Atab (ali Ataba)                                                                                                |                                                        | 600 let          |                       |                                                                                              |
| Mašdal | Atabov sin                                             | 840 let          |                       |                                                                                              |
| Arviom | Mašdalov sin                                           | 720 let          |                       |                                                                                              |
| Etana | pastir, ki je odšel v nebesa in utrdil vse tuje dežele | 1500 let         |                       |                                                                                              |
| Balih | Etanov sin                                             | 400 let          |                       |                                                                                              |
| En-me-nuna |                                                        | 660 let          |                       |                                                                                              |
| Melem-Kiš | En-me-nunov sin                                        | 900 let          |                       |                                                                                              |
| Barzal-nuna | (En-me-nunov sin )*                                    | 1200 let         |                       |                                                                                              |
| Zamug | Barzal-nunov sin                                       | 140 let          |                       |                                                                                              |
| Tizkar | Zamugov sin                                            | 305 let          |                       |                                                                                              |
| Ilku |                                                        | 900 let          |                       |                                                                                              |
| Iltasadum |                                                        | 1200 let         |                       |                                                                                              |
| Enmebaragesi | ki je prisilil Elamite k pokorščini                    | 900 let          | okoli 2600 pr. n. št. | najstarejši vladar, katerega obstoj je potrjen v neodvisnih virih                            |
| Aga Kiški | Enmebaragesijev sin                                    | 625 let          | okoli 2600 pr. n. št. | po Epu o Gilgamešu Gilgamešev sodobnik                                                       |
| "Potem je bil Kiš poražen in kraljevanje je prešlo v Eano.                                                      |                                                        |                  |                       |                                                                                              |

### Prva uruška dinastija
| Vladar                                                           | Epiteta                                                                                       | Dolžina vladanja | Približni datumi              | Komentar                                                  |
| ---------------------------------------------------------------- | --------------------------------------------------------------------------------------------- | ---------------- | ----------------------------- | --------------------------------------------------------- |
| Meš-ki-ang-gašer Eanski                                          | sin Utuja                                                                                     | 324 let          | okoli 27. stoletja pr. n. št. |                                                           |
| "Meš-ki-ang-gašer je stopil v morje in izginil."                 |                                                                                               |                  |                               |                                                           |
| Enmerkar                                                         | sin Meš-ki-ang-gašerja, kralj Unuga, ki je zgradil Unug (Uruk)                                | 420 let          |                               |                                                           |
| Lugalbanda                                                       | pastir                                                                                        | 1200 let         |                               |                                                           |
| Dumuzid Ribič (Dumuzi)                                           | ribič, katerega mesto je bila Kuara, ki je z eno roko (brez tuje pomoči) ujel Enmebaragesija* | 100 let          | okoli 2600 pr. n. št.         |                                                           |
| Gilgameš                                                         | katerega oče je bil fantom in vladar Kulaba                                                   | 126 let          | okoli 2600 pr. n. št.         | po Epu o Gilgamešu sodobnik sumerskega kralja Age Kiškega |
| Ur-Nungal                                                        | sin Gilgameša                                                                                 | 30 let           |                               |                                                           |
| Udul-kalama                                                      | sin Ur-Nungala                                                                                | 15 let           |                               |                                                           |
| La-bašum                                                         |                                                                                               | 9 let            |                               |                                                           |
| En-nun-tarah-ana                                                 |                                                                                               | 8 let            |                               |                                                           |
| Meš-he                                                           | kovač                                                                                         | 36 let           |                               |                                                           |
| Melem-ana                                                        |                                                                                               | 6 let            |                               |                                                           |
| Lugal-kitun                                                      |                                                                                               | 36 let           |                               |                                                           |
| "Potem je bil Kiš poražen in kraljevanje je prešlo v Urim (Ur)." |                                                                                               |                  |                               |                                                           |

### Prva urska dinastija
| Vladar                                                       | Epiteta          | Dolžina vladanja | Približni datumi              | Komentar |
| ------------------------------------------------------------ | ---------------- | ---------------- | ----------------------------- | -------- |
| Meš-Ane-pada                                                 |                  | 80 let           | okoli 26. stoletja pr. n. št. | .        |
| Meš-ki-ang-Nuna                                              | sin Meš-Ane-Pada | 36 let           |                               |          |
| Elulu                                                        |                  | 25 let           |                               |          |
| Balulu                                                       |                  | 36 let           |                               |          |
| "Potem je bil Urim poražen in kraljevanje je prešlo v Avan." |                  |                  |                               |          |

### Avanska dinastija
| Vladar                                                      | Epiteta | Dolžina vladanja | Približni datumi              | Komentar |
| ----------------------------------------------------------- | ------- | ---------------- | ----------------------------- | -------- |
| trije kralji                                                |         | 356 let          | okoli 26. stoletja pr. n. št. |          |
| "Potem je bil Avan poražen in kraljevanje je prešlo v Kiš." |         |                  |                               |          |

### Druga kiška dinastija
| Vladar                                                      | Epiteta    | Dolžina vladanja | Približni datumi              | Komentar |
| ----------------------------------------------------------- | ---------- | ---------------- | ----------------------------- | -------- |
| Susuda                                                      | suknjar    | 201 leto         | okoli 26. stoletja pr. n. št. |          |
| Dadasig                                                     |            | 81 let           |                               |          |
| Mamagal                                                     | čolnar     | 360 lt           |                               |          |
| Kalbum                                                      | n Mamagala | 195 let          |                               |          |
| Tuge                                                        |            | 360 let          |                               |          |
| Men-nuna                                                    | sin Tuga   | 180 let          |                               |          |
| (Enbi-Ištar)                                                |            | 290 let          |                               |          |
| Lugalngu                                                    |            | 360 let          |                               |          |
| "Potem je bil Avan poražen in kraljevanje je prešlo v Kiš." |            |                  |                               |          |

### Prva lagaška dinastija
Prva lagaška dinastija (okoli 2500 – okoli 2271 pr. n. št.) v Seznamu kraljev ni omenjena, čeprav je dobro znana iz napisov.

### Hamazijska dinastija
| Vladar                                                                | Epiteta | Dolžina vladanja | Približni datumi      | Komentar |
| --------------------------------------------------------------------- | ------- | ---------------- | --------------------- | -------- |
| Hadaniš                                                               |         | 360 let          | okoli 2500 pr. n. št. |          |
| "Potem je bil Hamazi poražen in kraljevanje je prešlo v Unug (Uruk)." |         |                  |                       |          |

### Druga uruška dinastija
| Vladar                                                            | Epiteta | Dolžina vladanja | Približni datumi              | Komentar                                                                                                   |
| ----------------------------------------------------------------- | ------- | ---------------- | ----------------------------- | --- |
| En-šag-kuš-ana                                                    |         | 60 let           | okoli 25. stoletja pr. n. št. | kralj naj bi osvojil dele Sumerije, potem pa je Sumerijo, Kiš in celo Mezopotamijo osvojil Eanatum Lagaški |
| Lugal-kiniše-dudu ali Lugal-ure                                   |         | 120 let          |                               | sodobnik Entemena Lagaškega                                                                                |
| Argandea                                                          |         | 7 let            |                               | |
| "Potem je bil Unug poražen in kraljevanje je prešlo v Urim (Ur)." |         |                  |                               | |

### Druga urska dinastija
| Vladar                                                       | Epiteta    | Dolžina vladanja | Približni datumi              | Komentar |
| ------------------------------------------------------------ | ---------- | ---------------- | ----------------------------- | -------- |
| Nani                                                         |            | 120 let          | okoli 25. stoletja pr. n. št. |          |
| Meš-ki-ang-Nani II                                           | sin Nanija | 48 let           |                               |          |
| (?)                                                          |            | 2 leti           |                               |          |
| "Potem je bil Urim poražen in kraljevanje je prešlo v Adab." |            |                  |                               |          |

### Adabska dinastija
| Vladar                                                       | Epiteta | Dolžina vladanja | Približni datumi              | Komentar                                                                               |
| ------------------------------------------------------------ | ------- | ---------------- | ----------------------------- | -------------------------------------------------------------------------------------- |
| Lugal-Ane-Mundu                                              |         | 90 let           | okoli 25. stoletja pr. n. št. | kralj naj bi osvojil celo Mezopotamijo od Perzijskega zaliva do gorovja Zagros in Elam |
| "Potem je bil Adab poražen in kraljevanje je prešlo v Mari." |         |                  |                               |                                                                                        |

### Marijska dinastija
| Vladar                                                      | Epiteta          | Dolžina vladanja | Približni datumi              | Komentar |
| ----------------------------------------------------------- | ---------------- | ---------------- | ----------------------------- | -------- |
| Anbu                                                        |                  | 30 let           | okoli 25. stoletja pr. n. št. |          |
| Anba                                                        | sin Anbuja       | 17 let           |                               |          |
| Bazi                                                        | usnjar           | 30 let           |                               |          |
| Zizi Marijski                                               | suknjar          | 20 let           |                               |          |
| Limer                                                       | gudug (svečenik) | 30 let           |                               |          |
| Šarum-iter                                                  |                  | 9 let            |                               |          |
| "Potem je bil Mari poražen in kraljevanje je prešlo v Kiš." |                  |                  |                               |          |

### Tretja kiška dinastija
| Vladar                                                       | Epiteta                                      | Dolžina vladanja | Približni datumi              | Komentar |
| ------------------------------------------------------------ | -------------------------------------------- | ---------------- | ----------------------------- | --- |
| Kug-Bau (Kubaba)                                             | krčmarka, ki je postavila trdne temelje Kiša | 100 let          | okoli 25. stoletja pr. n. št. | edina znana kraljica na Seznamu kraljev, ki naj bi dosegla neodvisnost od En-ana-tuma I. Lagaškega in En-šag-kuš-ana Uruškega; sodobnica Puzur-Niraha Akšaškega |
| "Potem je bil Kiš poražen in kraljevanje je prešlo v Akšak." |                                              |                  |                               | |

### Akšaška dinastija
| Vladar                                                       | Epiteta     | Dolžina vladanja | Približni datumi                  | Komentar                  |
| ------------------------------------------------------------ | ----------- | ---------------- | --------------------------------- | ------------------------- |
| Unzi                                                         |             | 30 let           | okoli 25.–24. stoletja pr. n. št. |                           |
| Undalulu                                                     |             | 6 let            |                                   |                           |
| Urur                                                         |             | 6 let            |                                   |                           |
| Puzur-Nirah                                                  |             | 20 let           |                                   | sodobnik Kug-Baua Kiškega |
| Išu-Il                                                       |             | 24 let           |                                   |                           |
| Šu-Suen Akšaški                                              | sin Išu-Ila | 7 let            |                                   |                           |
| "Potem je bil Akšak poražen in kraljevanje je prešlo v Kiš." |             |                  |                                   |                           |

### Četrta kiška dinastija
| Vladar                                                      | Epiteta         | Dolžina vladanja | Približni datumi                                | Komentar                                                     |
| ----------------------------------------------------------- | --------------- | ---------------- | ----------------------------------------------- | ------------------------------------------------------------ |
| Puzur-Suen                                                  | sin Kug-Baua    | 25 let           | okoli 24.-23. stoletja pr. n. št.               |                                                              |
| Ur-Zababa                                                   | sin Puzur-Suena | 400 (6?) let     | okoli 2300 pr. n. št.                           | po Seznamu kraljev je bil Sargon Akadski njegov dvorni točaj |
| Zimudar                                                     |                 | 30 let           |                                                 |                                                              |
| Usi-vatar                                                   | sin Zimudarja   | 7 et             |                                                 |                                                              |
| Eštar-muti                                                  |                 | 11 let           |                                                 |                                                              |
| Išme-Šamaš                                                  |                 | 11 let           |                                                 |                                                              |
| (Šu-ilišu)*                                                 |                 | (15 let)*        |                                                 |                                                              |
| Nanija                                                      | draguljar       | 7 let            | okoli 2303-2296 pr. n. št. (kratka kronologija) |                                                              |
| "Potem je bil Kiš poražen in kraljevanje je prešlo v Unug." |                 |                  |                                                 |                                                              |

### Tretja uruška dinastija
| Vladar                                                               | Epiteta | Dolžina vladanja | Približni datumi                                | Komentar |
| -------------------------------------------------------------------- | ------- | ---------------- | ----------------------------------------------- | --- |
| Lugalzagezi                                                          |         | 25 let           | okoli 2296–2271 pr. n. št. (kratka kronologija) | kralj naj bi porazil Urukagina Lagaškega, Kiš in druga sumerska mesta in ustanovil združeno kraljestvo, potem pa ga je strmoglavil Sargon Akadski |
| "Potem je bil Unug poražen in kraljevanje je prešlo v Agado (Akad)." |         |                  |                                                 | |

### Akadska dinastija
| Vladar                                                              | Epiteta                                                                                           | Dolžina vladanja | Približni datumi                                | Komentar                                                                              |
| ------------------------------------------------------------------- | ------------------------------------------------------------------------------------------------- | ---------------- | ----------------------------------------------- | ------------------------------------------------------------------------------------- |
| Sargon Akadski                                                      | katerega oče je bil vrtnar in Ur-Zababov dvorni točaj, ki je postal akadski kralj in zgradil Akad | 40 let           | okoli 2270–2215 pr. n. št. (kratka kronologija) | porazil je Lugal-zage-sija Uruškega, osvojil Sumerijo in ustanovil Akadsko kraljestvo |
| Rimuš                                                               | sin Sargona                                                                                       | 9 let            | okoli 2214–2206 pr. n. št. (kratka kronologija) |                                                                                       |
| Maništušu                                                           | starejši brat Rimuša, sin Sargona                                                                 | 15 let           | okoli 2205–2191 pr. n. št. (kratka kronologija) |                                                                                       |
| Naram-Sin Akadski                                                   | sin Man-ištišuja                                                                                  | 56 let           | okoli 2190–2154 pr. n. št. (kratka kronologija) |                                                                                       |
| Šar-Kali-Šari                                                       | sin Naram-Sina                                                                                    | 25 let           | okoli 2153–2129 pr. n. št. (kratka kronologija) |                                                                                       |
| "Kdo je bil potem kralj in kdo ne?"                                 |                                                                                                   |                  |                                                 |                                                                                       |
| - Irgigi - Imi - Nanum - Ilulu                                      | "in vsi štirje skupaj so vladali samo tri leta"                                                   |                  | okoli 2128–2125 pr. n. št. (kratka kronologija) |                                                                                       |
| Dudu Akadski                                                        |                                                                                                   | 21 let           | okoli 2125–2104 pr. n. št. (kratka kronologija) |                                                                                       |
| Šu-Durul                                                            | sin Duduja                                                                                        | 15 let           | okoli 2104–2083 pr. n. št. (kratka kronologija) | Akad osvojijo Gutijci                                                                 |
| "Potem je bil Akad poražen in kraljevanje je prešlo v Unug (Uruk)." |                                                                                                   |                  |                                                 |                                                                                       |

### Četrta uruška dinastija
(Mogoče je, da so v spodnji Mezopotamiji vladali sočasno z Akadsko dinastijo)
| Vladar                                                    | Epiteta          | Dolžina vladanja | Približni datumi                                  | Komentar |
| --------------------------------------------------------- | ---------------- | ---------------- | ------------------------------------------------- | -------- |
| Ur-ningin                                                 |                  | 7 let            | okoli 2091?–2061? pr. n. št. (kratka kronologija) |          |
| Ur-gigir                                                  | sin Ur-ningina   | 6 let            |                                                   |          |
| Kuda                                                      |                  | 6 let            |                                                   |          |
| Puzur-ili                                                 |                  | 5 let            |                                                   |          |
| Ur-Utu (ali Lugal-melem)                                  | (sin Ur-gigira)* | 25 let           |                                                   |          |
| "Unug je bil poražen in kraljevanje so prevzeli Gutijci." |                  |                  |                                                   |          |

### Druga lagaška dinastija
Druga lagaška dinastija (okoli 2093–2046 pr. n. št. (kratka kronologija)) v Seznamu kraljev ni omenjena, čeprav je dobro znana iz napisov.

### Gutijska vladavina
| Vladar | Epiteta     | Dolžina vladanja | Približni datumi                                | Komentar                        |
| --- | ----------- | ---------------- | ----------------------------------------------- | ------------------------------- |
| "V gutijski vojski na začetku ni bilo nobenega slavnega kralja; imeli so svoje kralje, ki so vladali po tri leta." |             |                  |                                                 |                                 |
| Inkišuš |             | 6 let            | okoli 2147–2050 pr. n. št. (kratka kronologija) |                                 |
| Zarlagab |             | 6 let            |                                                 |                                 |
| Šulme (ali Jarlagaš)                                                                                               |             | 6 let            |                                                 |                                 |
| Silulumeš (ali Silulu)                                                                                             |             | 6 let            |                                                 |                                 |
| Inimabakeš (ali Duga)                                                                                              |             | 5 let            |                                                 |                                 |
| Igešauš (ali Ilu-An)                                                                                               |             | 6 let            |                                                 |                                 |
| Jarlagab |             | 3 leta           |                                                 |                                 |
| Ibate Gutijski |             | 3 leta           |                                                 |                                 |
| Jarla (ali Jarlangab)                                                                                              |             | 3 leta           |                                                 |                                 |
| Kurum |             | 1 leto           |                                                 |                                 |
| Apilkin |             | 3 leta           |                                                 |                                 |
| La-erabum |             | 2 leti           |                                                 |                                 |
| Irarum |             | 2 leti           |                                                 |                                 |
| Ibranum |             | 1 leto           |                                                 |                                 |
| Hablum |             | 2 leti           |                                                 |                                 |
| Puzur-Suen | sin Habluma | 7 let            |                                                 |                                 |
| Jarlaganda |             | 7 let            |                                                 | napis v Umi                     |
| (?) |             | 7 let            |                                                 | Si-um ali Si-u? — napis v Umi   |
| Tirigan |             | 40 dni           |                                                 | poražen od Utu-hengala Uruškega |
| "Potem je bila gutijska vojska poražena in kraljevanje je preško v Unug (Uruk)."                                   |             |                  |                                                 |                                 |

### Peta uruška dinastija
| Vladar                                                            | Epiteta | Dolžina vladanja                                | Približni datumi                                | Komentar                                                                    |
| ----------------------------------------------------------------- | ------- | ----------------------------------------------- | ----------------------------------------------- | --------------------------------------------------------------------------- |
| Utu-hengal                                                        |         | nasprotujoči podatki (427 let / 26 let / 7 let) | okoli 2055–2048 pr. n. št. (kratka kronologija) | porazi Tirigana in Gutijske dinastije, imenovanje Ur-Nama za guvernerja Ura |
| "Potem je bil Unug poražen in kraljevanje je prešlo v Urim (Ur)." |         |                                                 |                                                 |                                                                             |

### Tretja urska dinastija
| Vladar                                                                                            | Epiteta       | Dolžina vladanja | Približni datumi                                | Komentar                                                    |
| ------------------------------------------------------------------------------------------------- | ------------- | ---------------- | ----------------------------------------------- | ----------------------------------------------------------- |
| Ur-Nammu (ali Ur-Namma)                                                                           |               | 18 let           | okoli 2047–2030 pr. n. št. (kratka kronologija) | porazil Namahanija Lagaškega, sodobnik Utu-hengala Uruškega |
| Šulgi                                                                                             | sin Ur-Nama   | 46 let           | okoli 2029–1982 pr. n. št. (kratka kronologija) | možen lunin/sončni mrk 2005 pr. n. št.                      |
| Amar-Sin                                                                                          | sin Šulgija   | 9 let            | okoli 1981–1973 pr. n. št. (kratka kronologija) |                                                             |
| Šu-Sin                                                                                            | sin Amar-Sina | 9 let            | okoli 1972–1964 pr. n. št. (kratka kronologija) |                                                             |
| Ibi-Sin                                                                                           | sin Šu-Suena  | 24 let           | okoli 1963–1940 pr. n. št. (kratka kronologija) |                                                             |
| "Potem je bil Urim poražen. Sumerija je bila izruvana iz temeljev. Kraljevanje je prešlo v Isin." |               |                  |                                                 |                                                             |

Neodvisne amoritske države s spodnji Mezopotamiji. Larška dinastija (okoli  1961–1674 pr. n. št. (kratka kronologija)) iz tega obdobja v Seznamu kraljev ni omenjena.

### Isinska dinastija
| Vladar         | Epiteta                                                                       | Dolžina vladanja | Približni datumi                                | Komentar |
| -------------- | ----------------------------------------------------------------------------- | ---------------- | ----------------------------------------------- | --- |
| Išbi-Era       |                                                                               | 33 let           | okoli 1953–1730 pr. n. št. (kratka kronologija) | sodobnik Ibi-Suena Urskega |
| Šu-Ilišu       | sin Išbi-Era                                                                  | 20 let           |                                                 | |
| Iddin-Dagan    | sin Šu-Iliša                                                                  | 20 let           |                                                 | |
| Išme-Dagan     | sin Idin-Dagana                                                               | 20 let           |                                                 | |
| Lipit-Eštar    | sin Išme-Dagana (ali Idin-Dagana)                                             | 11 let           |                                                 | sodobnik Gungunuma Larškega |
| Ur-Ninurta     | sin Iškurja, ki je užival leta obilja, dobrega vladanja in sladkega ivljenja* | 28 let           |                                                 | sdobnik Abisare Larškega |
| Bur-Suen       | sin Ur-Ninurte                                                                | 21 let           |                                                 | |
| Lipit-Enlil    | in Bur-Suena                                                                  | 5 let            |                                                 | |
| Era-imiti      |                                                                               | 8 let            |                                                 | za nadomestnega kralja imenoval svojega vrtnarja Enlil-Banija in nenadoma umrl |
| Enlil-bani     |                                                                               | 24 let           |                                                 | sodobnik Sumu-la-Ela Babilonskega; Era-imitijev vrtnar, imenovan za nadomestnega kralja, ki naj bi služil za grešnega kozla in bil nato žrtvovan, vendar je po Era-imitijevi nenadni smrti ostal na prestolu |
| Zambija        |                                                                               | 3 leta           |                                                 | sodobnik Sin-Ikišama Larškega |
| Iter-piša      |                                                                               | 4 leta           |                                                 | |
| Ur-du-kuga     |                                                                               | 4 leta           |                                                 | |
| Suen-magir     |                                                                               | 11 let           |                                                 | |
| (Damik-ilišu)* | (sin Suen-magirja)*                                                           | (23 let)*        |                                                 | |

* Označene epitete ali imena niso vključena v vse različice seznama kraljev.